# Alanen

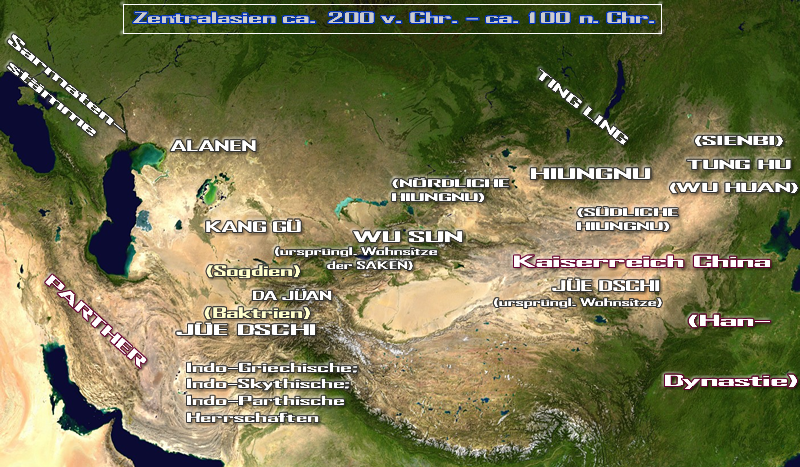
Zentralasien im 2. Jahrhundert v. Chr. mit dem Siedlungsgebiet der Alanen nordöstlich des Kaspischen Meeres

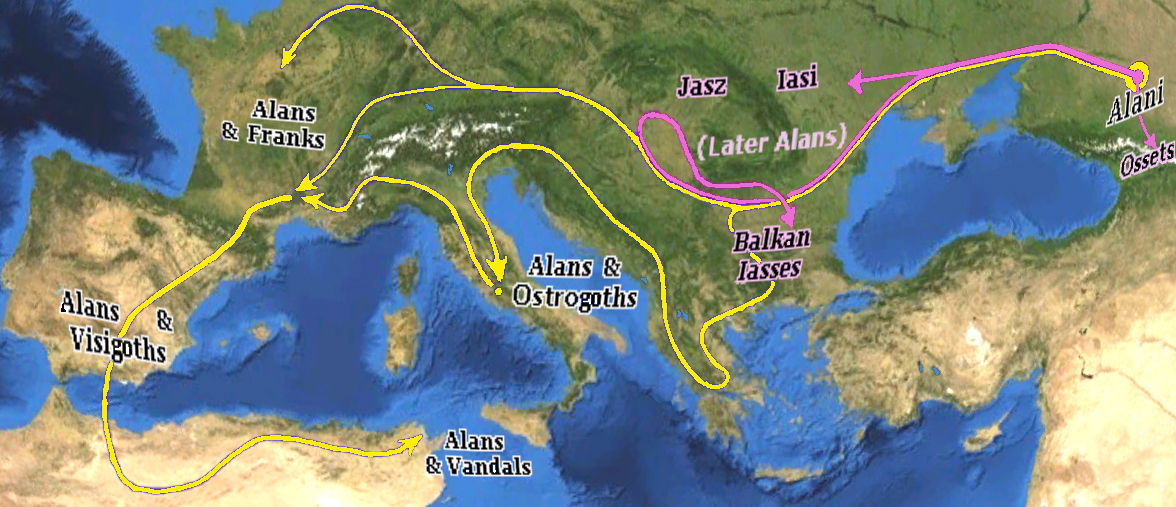
Alanische Migrationen in der spätantiken Völkerwanderungszeit (gelb) und im Mittelalter (lila).

Die Alanen (griechisch Ἀλανοί Alanoí, lateinisch Alanī, Halanī; von iranisch Aryanam, vgl. ossetisch allon „legendäres Volk der Frühzeit“) waren ein iranisches Reitervolk, ein östlicher Teilstamm der Sarmaten. Sie existierten als Stammesverband wesentlich länger als die übrigen Sarmatenstämme und nahmen in der späteren Zeit auch andere Kulturelemente auf.
Die Alanen nomadisierten ab dem 2. Jahrhundert v. Chr. im nördlichen Kasachstan und nordöstlich des Kaspischen Meeres, zogen aber seit der Mitte des 1. Jahrhunderts n. Chr. unter dem Druck östlicherer Nomadenverbände, wie der Xiongnu, in die südrussischen Steppen zwischen der Wolga, dem Don und dem Kaukasus. Nach der Eroberung ihres Steppenreiches durch die Hunnen im 4. Jahrhundert schloss sich ein Teil den Hunnen auf ihren Zügen nach Westen an und beteiligte sich später an der sogenannten Völkerwanderung, während die übrigen im Nordkaukasus und Kaukasusvorland blieben.
An der Völkerwanderung beteiligten sich alanische Kriegerverbände und ihre Familien in zwei, später drei Gruppen. Eine schloss sich den Zügen der Westgoten an und siedelte sich mit ihnen schließlich in Südgallien an. Die bekanntere Gruppe schloss sich den Vandalen an und gründete in Nordgallien ein kurzzeitiges Stammesreich römischer Foederaten, die am Sieg über die Hunnen in der Schlacht auf den Katalaunischen Feldern beteiligt waren. Schon vor dieser Schlacht hatte sich ein Teil von ihnen abgespalten und war mit den Vandalen und Sueben auf die Iberische Halbinsel gezogen, wo im Süden ebenfalls ein kurzzeitiges Alanenreich entstand. Nach dessen Zerstörung durch die Westgoten zog diese dritte Gruppe mit den Vandalen nach Nordafrika. Alle in Gallien, Iberien und Afrika sesshaft gewordenen Alanen gingen bald in der einheimischen Bevölkerung auf, und nur Ortsnamen (Alenquer (Portugal)) und Legenden erinnern an sie.
Jene Alanen, die dagegen im Nordkaukasus-Vorland zurückblieben, bildeten im Frühmittelalter bis zum 9. Jahrhundert ein organisiertes Königreich mit mehrheitlich sesshafter, wahrscheinlich nicht allein iranischsprachiger Bevölkerung. Daneben belegen mittelalterliche Quellen kleinere alanische Gruppen auf der Krim und anfangs auch in der Zentral-Ukraine. Die Oberschicht des kaukasischen Königreichs Alanien wurde teilweise christianisiert und das Land ging erst im Mongolensturm im 13. Jahrhundert unter. Diese Alanen sind sprachliche Vorläufer der heute im Kaukasus lebenden Osseten. Daneben gehen die im 13. Jahrhundert nach Ungarn und in Nachbarländer geflüchteten Jassen wahrscheinlich auf kaukasische Alanen zurück.

## Geschichte

### Antiker Teilstamm der Sarmaten

Das Römische Reich und seine Nachbarvölker 125 n. Chr., darunter in Osteuropa (rote Schrift für iranischsprachige Gruppen) die Skythen auf der Krim und die Sarmaten mit mehreren Teilstämmen: Jazygen in Pannonien, Roxolanen im Karpatenvorland, Alanen und Aorsen am Schwarzen Meer. Die „Antes?“ als ursprünglich nichtslawischer Verband beruhen auf einer umstrittenen Hypothese. Auch die Zuordnung der Maioten zu den Sarmaten ist heute umstritten.

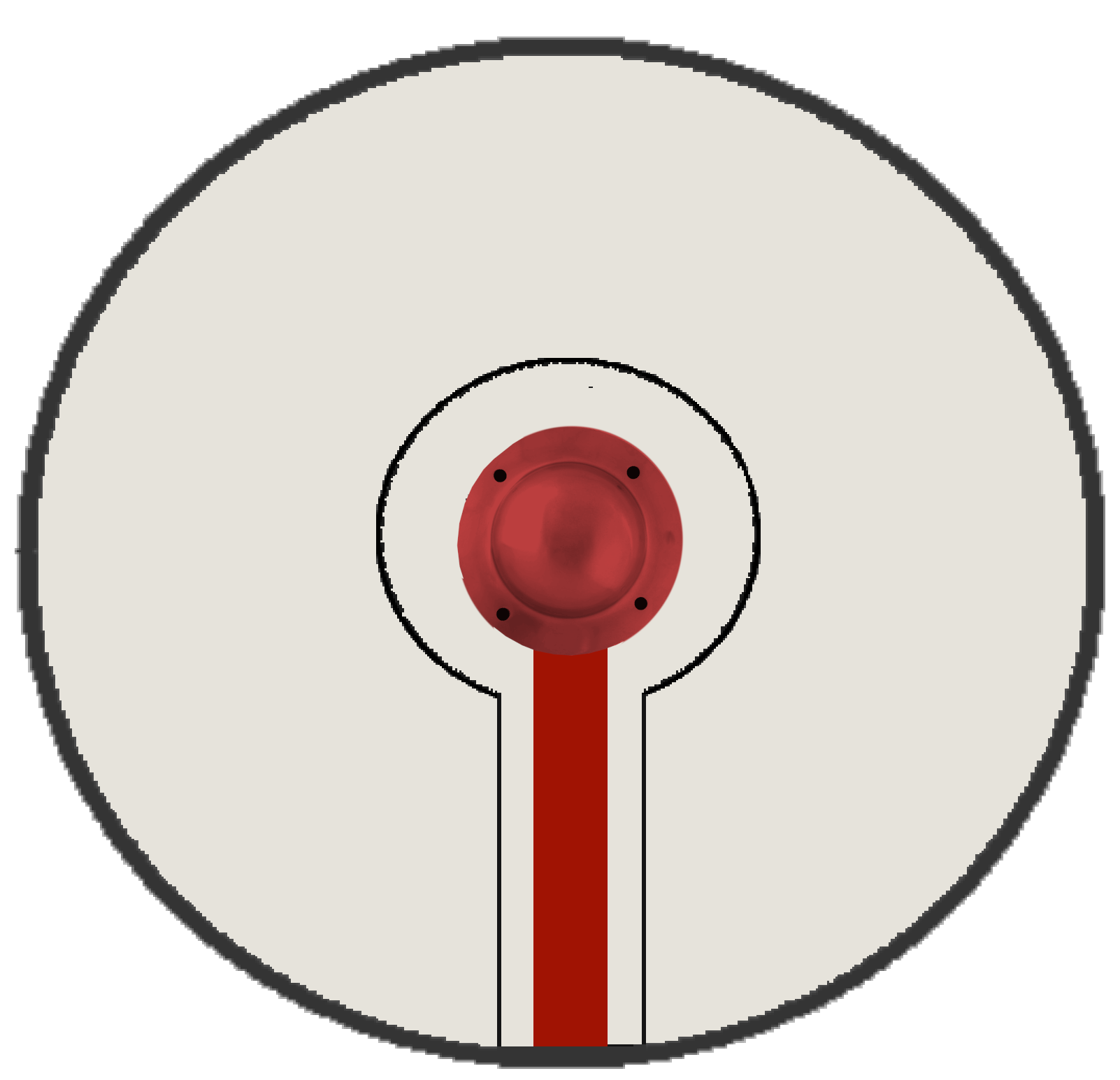
ND occ.: Truppenliste des Intra Italiam cum viri illustris magistri peditum: Schildzeichen der Comites Alani, eine Vexillatio palatina der Weströmischen Armee

Um 44–35 v. Chr. ließ sich der vor der chinesischen Armee fliehende Xiongnu-Fürst Chih-chih am Tschüi nieder und erhob Tribut von den benachbarten Steppenstämmen bis hin zu den über 1000 km nordwestlich lebenden Jan-tsai (= Alanen) und anderen benachbarten Gruppen (Hu-chich, Imil, Ch’ien-k’u und sogar in Sogdien), bis er 35 v. Chr. von den Chinesen getötet wurde. Der stetige, westwärts gerichtete Druck aus dem Osten führte im 1. Jahrhundert n. Chr. zur Abwanderung eines Teils der Alanen aus der Region nordöstlich des Kaspischen Meeres ins heutige Südrussland, ein anderer Teil unterwarf sich den in Sogdien benachbarten Kang-kü.
Seit dem späten 1. Jahrhundert n. Chr. auch nördlich des Kaukasus nomadisierend, unternahmen die Alanen von dort und von ihren alten Sitzen an der Ostseite des Kaspischen Meeres Raubzüge durch das Partherreich und nach Medien, Armenien und Kleinasien. Im Jahre 137 n. Chr. drangen sie in die römische Provinz Kappadokien ein, wurden jedoch vom Statthalter Arrian besiegt.
In römischen Diensten kamen viele sarmatische Söldner nach Gallien und Britannien, wo sie auch Siedlungen gründeten. Noch im Frühmittelalter waren viele französische und bretonische Adlige stolz auf eine legendäre alanisch-römische Herkunft. Auch in Kleinasien, Konstantinopel und sogar im Hunsrück lebten angesiedelte Sarmaten. Diese Söldner dürften oft keine Alanen aus dem Gebiet Nordkaukasiens und des Kaspischen Meeres gewesen sein, sondern andere Sarmaten, insbesondere Jazygen und Roxolanen aus Grenzregionen des Römischen Reiches, die später wohl missverständlich mit den zur Völkerwanderungszeit bekannt gewordenen Alanen aus dem Osten gleichgesetzt wurden.

### Alanen in der Völkerwanderung
Gegen 374 wurden die Alanen von einfallenden Hunnen besiegt und unterworfen. Ein großer Teil schloss sich den Hunnen zeitweilig bei deren Wanderungen nach Westen an. Diese Alanen beteiligten sich an der Völkerwanderung. Ein anderer Teil blieb nördlich des Kaukasus zurück.
Die nach Westen gezogenen Alanen siedelten sich anfangs gemeinsam mit den Hunnen entweder in Pannonien (heute Ungarn) oder an der unteren Donau und teilweise auch auf der Krim an.
Die Alanen aus Pannonien fielen zur Mehrheit von den Hunnen ab, schlossen sich 406 den Vandalen, Sueben und Burgunden auf dem Zug über den Rhein 406 an und wurden als Foederaten in Diensten des Weströmischen Reichs im nördlichen Gallien angesiedelt. Ihre Stammeskönige auf dieser Wanderung hießen Respendial und Goar. In der Umgebung von Orléans bestand für kurze Zeit ein alanisches Stammesreich. Ein großer Teil dieser Alanen schloss sich 409 dem Zug der Vandalen und Sueben auf die Iberische Halbinsel an, wo sie sich im mittleren Süden in der römischen Provinz Lusitanien und östlich davon ansiedelten. Die zurückgebliebenen Alanen in Gallien mussten sich noch 451 unter ihrem Stammeskönig Sangiban, dem Nachfolger von Goar, aufgrund ihrer Bündnisverpflichtungen mit Rom neben den Westgoten u. a. an der Schlacht auf den Katalaunischen Feldern beteiligen, in der der legendäre König der Hunnen Attila durch seinen Gegenspieler Aëtius unter großen Verlusten geschlagen wurde. Dieses Alanenreich wurde kurz darauf (nach 451) durch die Westgoten erobert, die ehemaligen Bündnispartner gegen Attila.

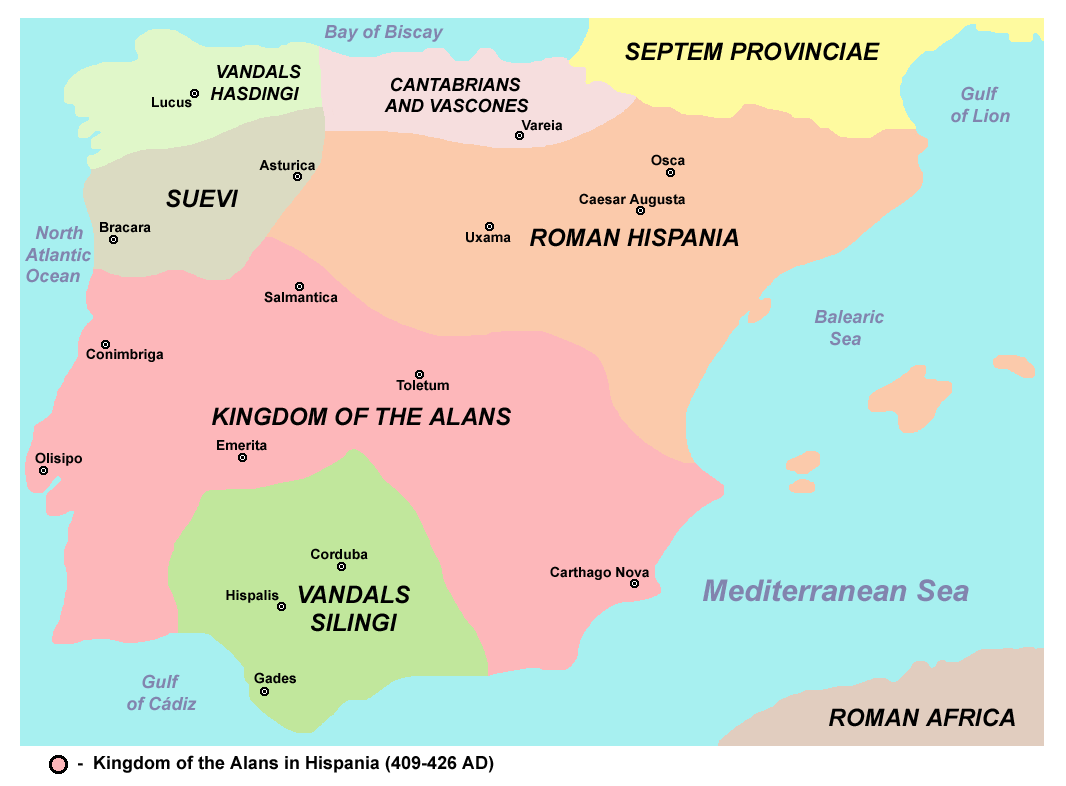
Das kurzlebige alanische Reich 409–17/29 auf der iberischen Halbinsel als foederati Roms

Im Süden der Iberischen Halbinsel bildeten die Alanen, die mit den Vandalen und Sueben eingewandert waren, für wenige Jahre ein weiteres Alanenreich unter Respendials Nachfolger König Attaces. Dieses Alanenreich wurde bereits 417 von dem Westgotenkönig Wallia erobert. Daraufhin schloss sich im Jahr 429 die Mehrheit der iberischen Alanen den Hasding-Vandalen auf dem Zug nach Nordafrika an. Seit dem Vandalenkönig Hunerich waren sie direkt den Vandalenkönigen zugehörig, die von nun an den Titel Rex Vandalorum et Alanorum (König der Vandalen und Alanen) führten. Dieses nordafrikanische Reich bestand gut 100 Jahre lang. 533/534 wurde es im Vandalenkrieg von dem byzantinischen Feldherrn Belisar erobert.
Die zweite Gruppe an der unteren Donau unter König Candac ging Bündnisse mit den Westgoten ein, in der Schlacht von Adrianopel 378 waren gepanzerte alanische Kataphrakten am Sieg der Goten über die Römer beteiligt. Die Mehrheit dieser Alanen schloss sich den Zügen der Westgoten über die Balkanhalbinsel und Italien bis ins südliche Gallien an und wurden schließlich in Norditalien und im südlichen Gallien sesshaft, besonders im Gebiet der oberen Rhone und benachbarten Alpenregionen und auf beiden Seiten der östlichen Pyrenäen.
Neben den Krimgoten und anderen Gruppen siedelten sich zu dieser Zeit auch einige Alanen auf der Krim an, die dort noch bis ins Mittelalter existierten und neben anderen Volksgruppen einige befestigte Städte gründeten, zum Beispiel Sudak oder Çufut Qale.
Fast alle sesshaft gewordenen alanischen Gruppen, außer jenen auf der Krim und in Kaukasien, wurden bereits im Mittelalter nicht mehr in Quellen beschrieben. Offenbar gingen sie innerhalb weniger Jahrhunderte in den größeren Nachbarbevölkerungen auf. Es blieb aber eine legendenhafte Erinnerung an die Alanen und Sarmaten zurück.

### Mittelalter
Nach der Zeit der Völkerwanderung stand alanische Kavallerie aus dem Gebiet nördlich des Kaukasus als Söldner häufig in byzantinischen Diensten, muslimische Alanen (Arsiyah) in chasarischen Diensten. Bei der Entstehung der Kiewer Rus spielten die Alanen als Kriegerelite im Süden des Reiches um Kiew wahrscheinlich eine wichtige Rolle.
Vom 13. Jahrhundert bis 1475 existierte auf der Krim das Fürstentum Theodoro, das dem Umfeld des byzantinischen Reiches zuzurechnen war und sich neben anderen auch auf alanische Bevölkerungsanteile stützte. Diese Alanen auf der Krim wurden noch bis ins 16. Jahrhundert in Quellen erwähnt. Danach gingen sie, wie vorher schon andere angesiedelte regionale Gruppen der Alanen, in der umgebenden Bevölkerung auf.

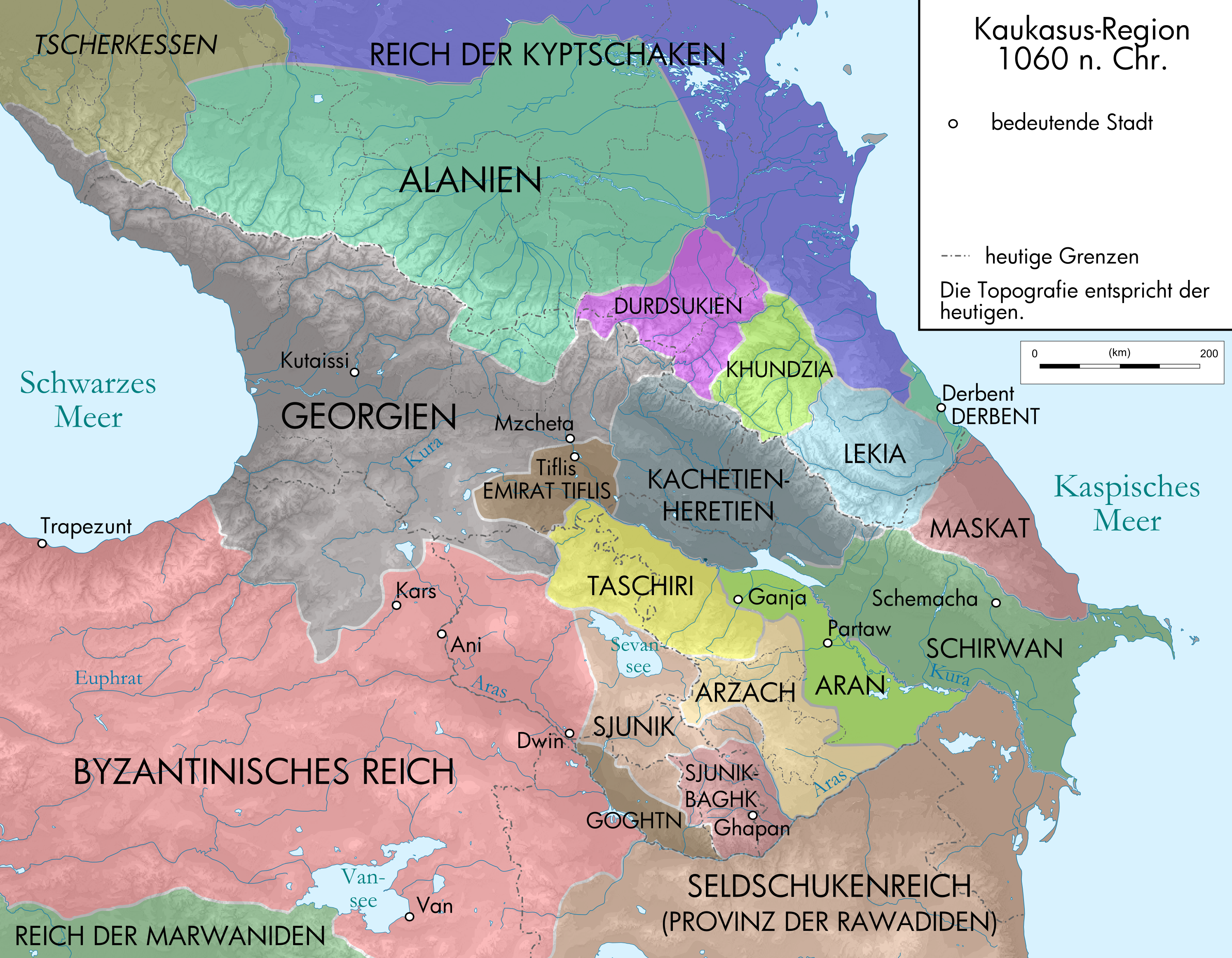
Das kaukasische Königreich Alanien, 1060 n. Chr.

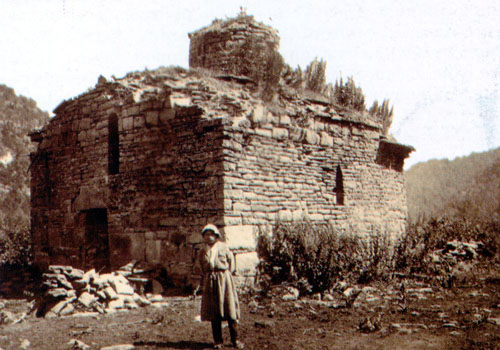
Ruine einer der alanischen Kirchen am Fundplatz Nischni Archys 1882. Sie wurde später rekonstruiert und ausgebaut.

Spätestens im 9. Jahrhundert entstand im Nordkaukasus der Staat Alanien, der wenige Jahrzehnte später von byzantinischen Missionaren teilweise christianisiert wurde. Auch hier gingen die anfangs nomadischen Alanen zur Sesshaftigkeit über. Seit wann genau Alanien von einer Stammesunion mit Stammeskönigen zu einem organisierten Königreich überging, ist schwer zu klären, spätestens im 9./10. Jahrhundert. Nach dem georgischen Historiker Wachuschti Bagrationi oder Batonischwili im 18. Jahrhundert, der ältere Quellen verwendete, soll seit dem 11. Jahrhundert in Alanien eine Nebenlinie der Georgischen Bagratiden regiert haben. Nach Angaben der muslimischen Geographen al-Masʿūdī und Ahmad ibn Rustah existierten in Alanien über einhundert Dörfer und einige Städte, Burgen und Festungen, die teilweise später archäologisch untersucht wurden.
Mit dem Einfall der Mongolen im 13. Jahrhundert wurde dieses alanische Königreich zerschlagen. Daraufhin flüchteten um 1237 einige tausend Alanen – zusammen mit ca. 40.000 Kiptschaken (auch Kumanen oder ungarisch Kunok genannt) – vor den Mongolen nach Ungarn. Im Komitat Jász-Nagykun-Szolnok (Jaß-Großkumanien-Sollnock) mit dem Hauptort Jászberény bildeten sie die Volksgruppe der Jász (Jassen, Assen „ungarische Alanen“). Ein Teil der Jassen flüchtete auch in Gebiete östlich der Karpaten, zum Beispiel wird der Name der ostrumänischen Stadt Iași auf sie zurückgeführt. Ihre Sprache wurde um das 16. Jahrhundert verdrängt, ihre autonomen Privilegien in Ungarn neben denen der Kumanen aber erst im 19. Jahrhundert. Ein weiterer Teil der kaukasischen Alanen schloss sich nach den Angaben Giovanni de Marignollis und Wilhelm von Rubruks dem Mongolenreich an, die mehrere Tausend Alanen in mongolischen Diensten beschrieben. Ein dritter Teil flüchtete höher in den Kaukasus.
Im Nordkaukasus leben bis heute sprachliche Nachfolger der Alanen: das Volk der Osseten. Dieser neue Name stammt aus der mittelalterlichen georgischen Bezeichnung für die alanische Bevölkerung im Kaukasus („Oss-eti“ heißt georgisch „Land der Ossen“, wobei der ethnische Name „O(w)ss(en)“ mit den oben erwähnten Namen „Ass(en)“ und „Jass(en)“ verwandt ist).

## Kultur, Wirtschaft und Gesellschaft
Die Alanen waren ursprünglich ein Reitervolk, das nomadisch, seltener halbnomadisch als Viehhirten in den südrussischen Steppen lebte, wo sie Schafe, Ziegen, Rinder und Pferde hüteten. Die Alanen lebten meist in Jurten und auf Wagen (siehe auch: Wagenburg) und zogen mit ihren Herden in andere Weidegebiete, sobald das Land abgefressen war. Die Alanen ernährten sich hauptsächlich von Milchprodukten (Käse, Joghurt, Kefir) und Fleisch. Im Zuge des Kontaktes mit dem Bosporanischen Reich, den Römern und im Laufe der Völkerwanderung wurden die Alanen in einigen Regionen sesshaft, unter anderem am Kuban, im Kaukasus, auf der Krim, um Kiew herum, in Ungarn, in Oberitalien, in Katalonien, in Portugal und in Tunesien.

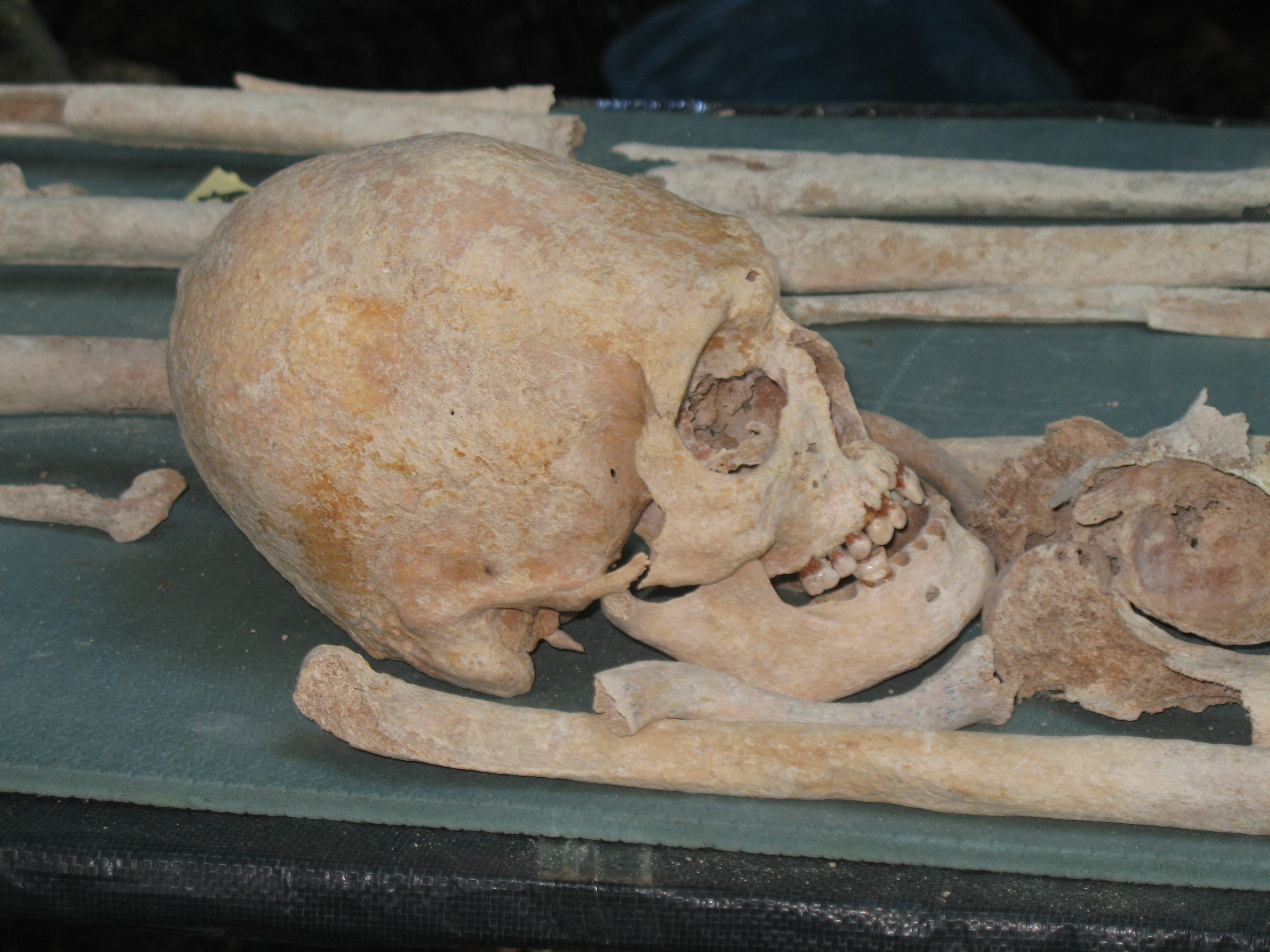
Schädeldeformation in einem alanischen Grab in Mangup-Kale, Krim

Typisch für die alanische Kunst sind die verschlungenen Tiermuster des skythisch-sarmatischen Tierstils, der unter den Alanen die Kunst der germanischen Völkerwanderungszeit prägte, zuerst bei den Goten, dann bei den Vandalen und schließlich bei den merowingerzeitlichen Franken. Auch aus alanischen Gräbern der Völkerwanderungszeit ist die Praxis der Schädeldeformation bekannt.
Alanische Krieger waren mit einem skythischen Reflexbogen, einem langen zweischneidigen Schwert (dem sog. sarmatischen Langschwert), einem Dolch und einer Lanze (oft vom Contus-Typ) ausgestattet. Schwer gepanzerte Kataphrakte waren bei den Alanen nicht ganz so häufig anzutreffen wie bei den anderen sarmatischen Stämmen, die Alanen kämpften häufiger als leichte Lanzenreiter. Eine typisch alanische Kampftaktik war die vorgetäuschte Flucht und der Parthische Schuss. Im Gegensatz zu den Sarmaten (siehe auch: Amazonen) gibt es bei den Alanen keine Hinweise darauf, dass auch Frauen kämpften.

## Sprache

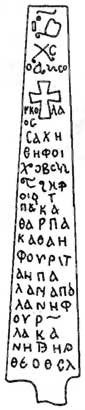
Die Selentschuk-Inschrift

Die Alanen hatten in ihrer nomadischen Zeit in der Antike wie viele Nomadenvölker eine weitgehend oder vollständig schriftlose Kultur. Auch aus der sesshaften Periode im Mittelalter sind nur wenige Sprachdenkmäler erhalten, was zumindest vermuten lässt, dass auch in dieser Zeit wenig geschrieben wurde. Es haben sich aber drei Sprachzeugnisse zur mittelalterlichen alanischen Sprache erhalten:
- Ein christlicher Grabstein aus dem 10. Jahrhundert am Fundplatz Nischni Archys (Nižnij Archyz), einer der Städte des kaukasischen Alaniens, am Großen Selentschuk, die sogenannte Selentschuk-Inschrift. Auf ihm sind in griechischer Schrift nach einer christlichen Segensformel der Name des Verstorbenen, seine väterlichen Vorfahren bis zur vierten Generation und einige weitere Erinnerungsworte geschrieben.[6]
- Der byzantinische Gelehrte Johannes Tzetzes überliefert im 12. Jahrhundert in seinen Scholien zur „Theogonie“ zwei Sätze in der „Sprache der Alanen“, die er ins Griechische übersetzt.[7]
- Im Jahr 1958 wurde in der ungarischen Széchényi-Nationalbibliothek eine Handschrift aus dem Jahr 1422 entdeckt, die ein Vokabel-Glossar mit 40 meist landwirtschaftlichen Vokabeln zur „Sprache der Jász“ mit lateinischer, seltener ungarischer Übersetzung enthält.[8]

Alle drei Fälle werden als ältere Formen (Altossetisch, ISO 639:3 [oos]) des heute weniger verbreiteten, konservativeren digorischen Dialektes der ossetischen Sprache (heute von 21 % der Osseten vorwiegend im Westen Nordossetien-Alaniens gesprochen) identifiziert.
Dazu kommen Untersuchungen antiker Namen, nicht nur skythischer und sarmatischer Stämme, Stammeskönige und Götter, die Herodot und mehrere andere historische Quellen erwähnen, sondern auch umfangreiches Namensmaterial aus den griechischen Städten an der Nordküste des Schwarzen Meeres, wo nicht nur Herodot erwähnt, sondern auch archäologisch sicher ist, dass dort griechische Bewohner mit skythischen und sarmatischen Händlern, Söldnern und Handwerkern zusammenlebten. Man wählte alle Namen aus, die nicht griechischen Ursprungs sind. Dabei erklärten sich fast 80 % der Namen mit alt-(nordost-)iranischen Bedeutungen. Die übrigen Namen sind entweder nicht zu klären oder ihre Träger waren anderer Herkunft. Neben der Erforschung der sakischen Sprache führten diese Entdeckungen und weitere Ortsnamen schon im 19. Jahrhundert zu der Erkenntnis, dass iranische Sprachen im ersten vorchristlichen Jahrtausend und noch um die Zeitenwende in osteuropäischen und großen westlichen Teilen der mittelasiatischen Steppen im Gegensatz zu späteren Zeiten eine zentrale Position hatten.

## Hinterlassenschaften und Persönlichkeiten
Die Alanen werden mit den heute im Zentralkaukasus siedelnden Osseten in Verbindung gebracht. Andernorts in Europa finden sich nur noch spärliche Hinweise. Die Vornamen Alan, Alain, Alanus, Alanis, der Nachname FitzAlan könnten auf die Alanen hinweisen. Der Name der berühmten polnischen leichten Kavallerie, der Ulanen, kommt vielleicht von den Alanen, die einst im ganzen frühmittelalterlichen Europa für ihre Lanzenreiter berühmt waren und als Söldner angeworben wurden. Diese Etymologien sind umstritten.
Der Alaunt war eine im Mittelalter verbreitete, heute ausgestorbene Jagdhundrasse, die wohl von alanischen Hirten- bzw. Kriegshunden abstammte. Eventuell wurde der Alano Español und einige weitere große Hunderassen daraus gezüchtet.
Mehrere Orts- und Flurnamen wie zum Beispiel Allainville oder Alaincourt weisen möglicherweise noch heute auf die vormalige Anwesenheit von Alanen in Frankreich hin. Sie treten im Gebiet der mittleren Loire, der oberen Rhone-Alpen und der oberen Garonne-Ost-Pyrenäen auf, also in genau den Regionen, in denen die Ansiedlung von Alanen zur Völkerwanderungszeit nachgewiesen ist. Auch im Süden Portugals und Spaniens gehen einige Namen wahrscheinlich auf die Alanen zurück, wie Alenquer. Dass der Name der Region Katalonien auf „Got-Alanien“ zurückgeht, wird heute meist abgelehnt. Mittelalterliche Schreibweisen des Namens legen eher nahe, dass er auf „Kastellan“ oder vielleicht auf „Gotholandia“ zurückgeht.
Im Kaukasus gibt es die Darialschlucht, deren Name dem neupersischen Namen dar-i Alan (=Pforte der Alanen) entlehnt wurde. Die Entwicklung dieses geographischen Namens ist in historischen Quellen bewiesen. Die Schlucht war das Einfallstor der Alanen bei ihren Eroberungszügen nach Transkaukasien.
Laut einigen deutschen, russischen und britischen Sprachwissenschaftlern und Historikern könnte die Bezeichnung Rus, der alte Name Russlands und der Russen, auf den alanischen Teilstamm der Ruchs-as oder auf die sarmatischen Roxolanen zurückgehen. In beiden Stammesnamen verbirgt sich – wie etwa in den iranischen und russischen Vornamen Rustam und Ruslan (sehr umstritten) – altnordiranisch *raochscha (später ruch oder rusch=‚weiß‘, ‚Licht‘). Rus als Volksname würde demnach ‚die Hellen‘, ‚Strahlenden‘ bedeuten. Die Anwesenheit von Alanen in den Siedlungen und Städten der frühen Kiewer Rus ist archäologisch belegt. Allerdings wird die Rukhs-as-Theorie von den meisten Wissenschaftlern zurückgewiesen, man identifiziert das Wort „Rus“ ursprünglich als Bezeichnung skandinavischer Waräger in Russland, später für die gesamte Kiewer Rus.

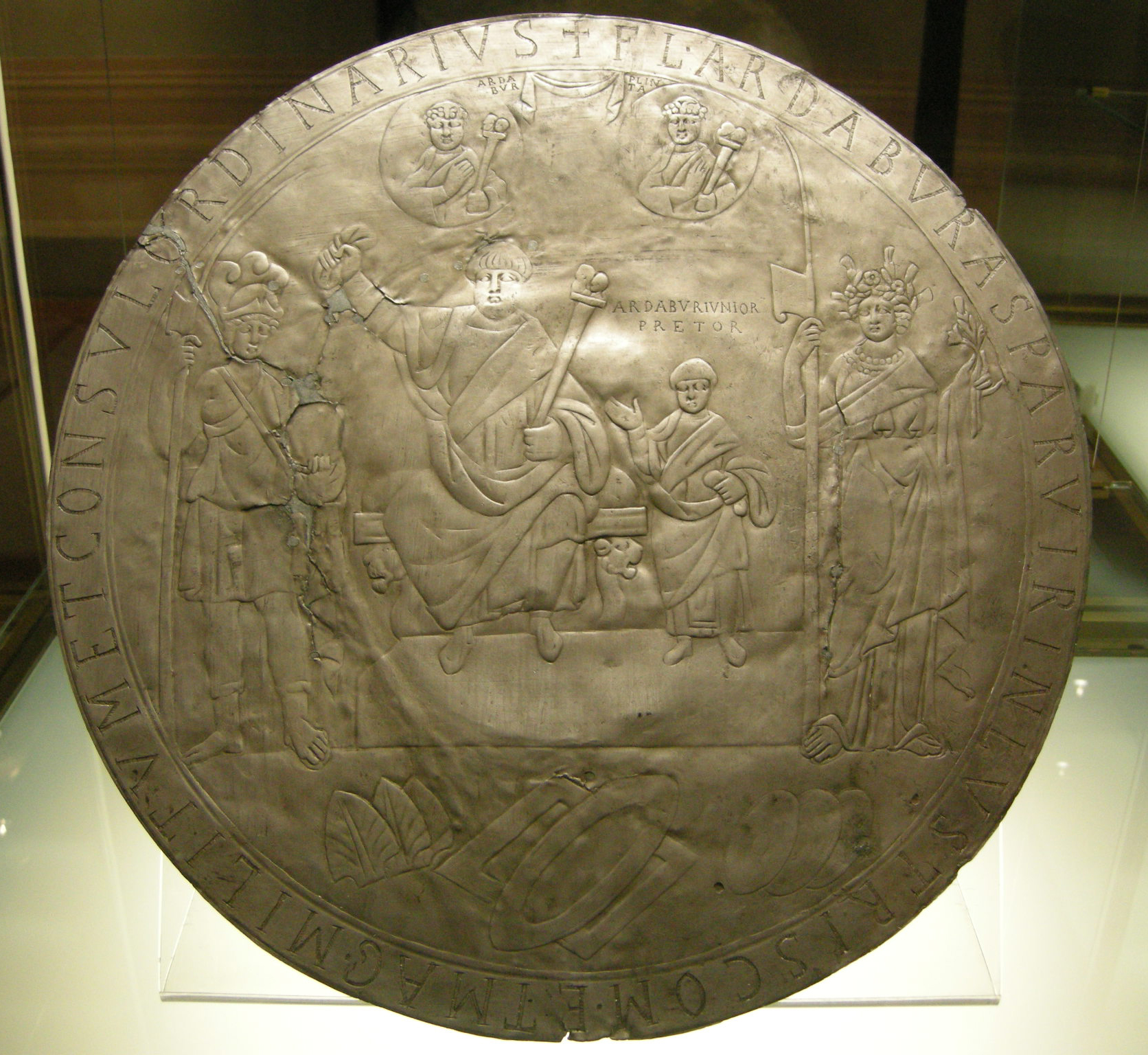
Silberplatte mit der Darstellung Aspars und seines ältesten Sohnes Ardabur

Eine sehr einflussreiche Persönlichkeit der oströmischen Geschichte war der Heermeister und dominierende Mann im Staat Aspar (* um 400; † 471). Für sich selbst das Kaiseramt ausschlagend, verhalf er den beiden Kaisern Markian und Leo I. auf den Thron. Nachdem sich beide, besonders Leo, teilweise aus seinem Einfluss emanzipieren konnten und Aspars ältester Sohn Ardabur aller Ämter enthoben wurde, konnte Aspar seinen jüngeren Sohn Patricius zum Unterkaiser (Caesar) und damit potentiellen Thronfolger ernennen. Schließlich fielen Aspar und Ardabur aber einem Mordanschlag zum Opfer und Patricius entkam verwundet, wird danach aber nicht mehr erwähnt.

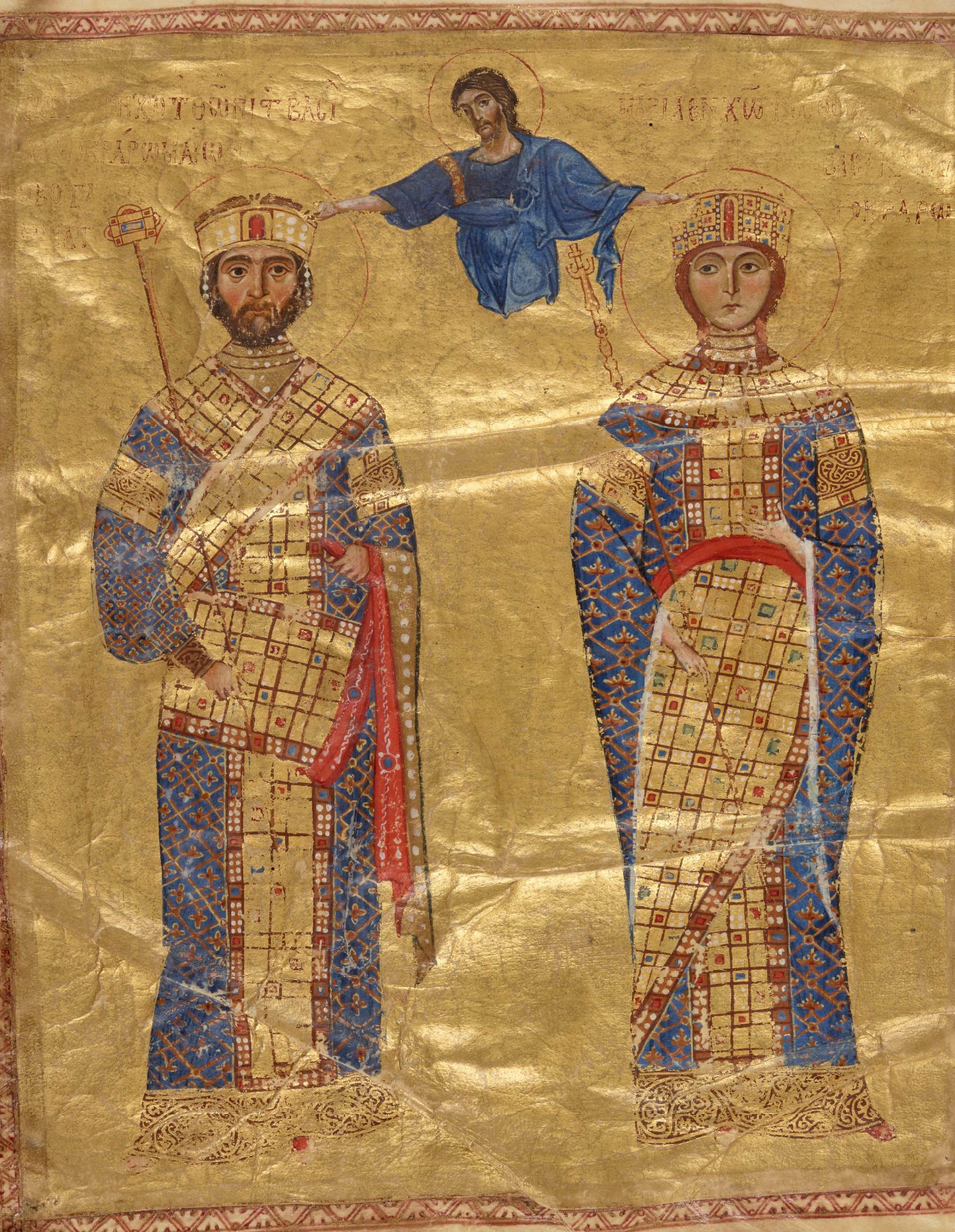
Kaiser Nikephoros Botaneiates und Maria von Alanien

Über 600 Jahre später erlangte die byzantinische Kaiserin Maria von Alanien (* um 1050; † nach 1103) eine ähnlich dominierende Position. Obwohl Tochter des georgischen Königs Bagrat IV., erhielt sie ihren Beinamen durch die Erziehung durch ihre Mutter, die alanische Prinzessin Borena. Sie war nicht nur Ehefrau der beiden Kaiser Michael VII. Dukas und Nikephoros III. Botaneiates, sondern gilt als sehr machtbewusste, streckenweise intrigante Kaiserin, die an der Ablösung der Dukas-Dynastie durch die Komnenen-Dynastie beteiligt war. Mit ihr kamen zahlreiche georgische und alanische Adlige nach Byzanz. Der erwähnte Gelehrte Johannes Tzetzes war über seine Großmutter ihr Verwandter.

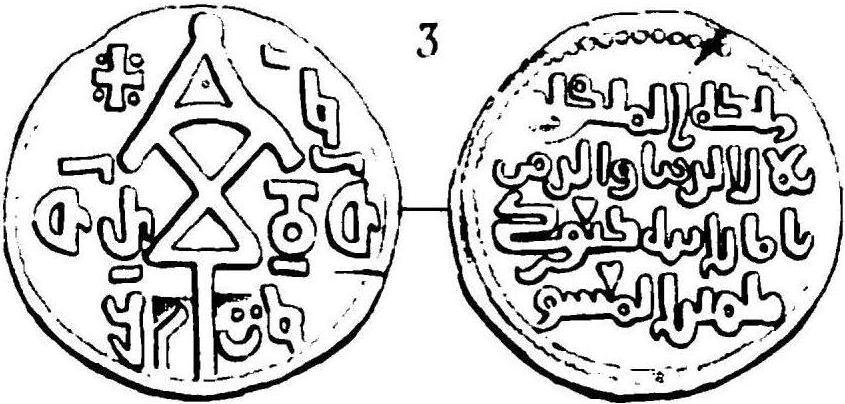
Georgische Münze mit dem Monogramm der Königin Tamar und den Namen von Tamar und David Soslan.

Eine ebenfalls sehr bekannte Persönlichkeit ist der alanische Königssohn und zweite Ehemann der wichtigsten georgischen Herrscherin Königin Tamar, unter der das Königreich Georgien den Gipfel der Ausdehnung und Entwicklung erreichte, Prinz David Soslan (georg. Dawit Soslani) († nach 1207). Er beteiligte sich sehr aktiv an der Politik der Herrscherin, war Stifter mehrerer georgischer Kirchen und Klöster und galt besonders als erfolgreicher General, der einen georgischen Adelsaufstand niederschlug und mehrere erfolgreiche Feldzüge besonders gegen die Atabegs von Aserbaidschan und die Rum-Seldschuken befehligte.
Auch deutsche Studentenverbindungen benutzten den Namen „Alania“ im Zuge der Romantisierung von Völkerwanderungsstämmen im 19. Jahrhundert.

## Nachfolgestreitigkeiten

Osseten und andere wesentliche Nationalitäten in Kaukasien

In den letzten Jahrzehnten bildeten sich unter den Nationalbewegungen einiger Völker Nordkaukasiens Bestrebungen, die „ruhmreiche“ alanische Geschichte zur Vorgeschichte der jeweils eigenen Nationalgeschichte zu machen. Sie begannen mit Versuchen in einigen regionalen Zeitschriften in den 1960er Jahren, die Selentschuk-Inschrift als nachische Inschrift zu lesen (der westliche Zweig der autochthonen Nachisch-Daghestanischen Sprachen, zu dem Tschetschenisch und Inguschisch gehören), oder als karatschai-balkarisch, eine regionale Variante der Turksprachen. Bereits vor der Konjunktur von Nationalismen in der späten sowjetischen und frühen nachsowjetischen Zeit widmete sich 1987 Ladislav Zgusta diesen Versuchen und wies sie zurück, weil die nachische Lesung mit zahlreichen Lautwerten arbeitet, die die griechischen Buchstaben nicht hergeben und die karatschai-balkarische teilweise mit Worten aus aktuellen Turksprachen, statt mit alttürkischen und Lesefehler behauptet, die nicht anerkannt sind.
Die Osseten hatten bis ins 18./19. Jahrhundert zwei Selbstbezeichnungen: die größere Gruppe von ca. 80 % bezeichnete sich als Iron (d. h. Iraner), die kleinere als Digoron (Etymologie nicht ganz geklärt, vielleicht nachisch). Danach verbreitete sich, vermittelt vom Russischen international und auch bei den Osseten selbst die heutige zusammenfassende Bezeichnung, die auf den georgischen Namen os-eti („Land der Os“, eigentlich eine Regionsbezeichnung) zurückgeht. Nachdem die Umbenennung in Iryston („Land der Iron“) an Protesten der Digoren in den 1980er Jahren gescheitert war, folgte eine zunehmende Identifikation der ossetischen Nationalbewegung mit der Geschichte der Alanen, deren Ergebnis u. a. die Umbenennung Nordossetiens in „Nordossetien-Alanien“ ist, auch wegen des Südossetienkrieges mit Georgiern. Warnungen des führenden Nordkaukasus-Historikers und -Archäologen Kusnezow, man könne die Osseten aufgrund der Kultur und des großen Lehnwortbestandes aus kaukasischen Sprachen, besonders aus nachischen, (ca. 40 % des Wortschatzes) ebenso gut als kaukasisches Volk betrachten, wurden nicht gehört. Typisch für den ossetischen Nationalismus ist die Leugnung der Beteiligung anderssprachiger Gruppen an der Geschichte des mittelalterlichen Alaniens, so der Dwal im Grenzgebiet zwischen Nord- und Südossetien und der Malchi östlich des Elbrus, die vielleicht noch bis ins Mittelalter nachischsprachig waren.
Tschetschenische und besonders inguschische nationale Intellektuelle neigten zur selben Zeit dazu, die Rolle der nachischen Gruppen im mittelalterlichen Alanien überzubetonen, bis zum Extrem, alle mittelalterlichen Alanen seien nachischsprachig gewesen. Bei solchen Streitigkeiten geht es auch immer um die Frage, welches Volk das ältere ist und damit den älteren als „rechtmäßig“ empfundenen Gebietsanspruch habe, wie besonders den zwischen Inguschetien und Nordossetien umstrittenen Prigorodnyj-Rajon östlich der Stadt Wladikawkas, um den es im November 1992 sogar einen kurzen Krieg gab. Eine wichtige Rolle spielt dabei die Frage, wo sich die Hauptstadt des mittelalterlichen Alaniens befindet, die al-Masʿūdī als Maghas überliefert. Sie ist bis heute nicht zu klären, weil man die Reste mehrerer Städte fand. Kusnezow vermutete anfangs Alchan-Kala in Tschetschenien, dann Nischni Archys in Karatschai-Tscherkessien und nahm schließlich von allen Hypothesen Abstand, mehrere inguschische Autoren suchten es bei einer Fundstätte südlich von Nasran, ossetische Autoren hielten mit einem Fundplatz in Nordossetien dagegen, aber für keine Behauptung gibt es Beweise. Um ihre Ansprüche zu untermauern, verlegte Inguschetien seine Hauptstadt in den eigenen Fundplatz, nannte sie 1999 Magas, betonte, dass der Name inguschisch „Stadt der Sonne“ bedeutet und behauptete, sie sei eine alte nachische Stadt. Dass nachischsprachige Gruppen in Alanien lebten, halten viele Forscher aufgrund von Orts- und Flurnamen und einigen nachischen Lehnwörtern in Sprachen im westlichen Kaukasus und im Ossetischen selbst für sehr wahrscheinlich. Mangels genauer Funde ist der Umfang aber schwer zu bestimmen, offenbar nahm er im Laufe der Jahrhunderte durch sprachliche Assimilation, also Übernahme der zweifelsfrei iranischen Sprache der Alanen ab. Zu beachten ist auch, dass die Tschetschenen und Inguschen auf (wai)nachische Gruppen der Region Durdsuketi/Dsurdsuketi zurückgehen, die damals außerhalb Alaniens lag. Sie breiteten sich erst lange nach dem Ende Alaniens im 16.–18. Jahrhundert in dessen ehemalige Ostgebiete aus.
Die Karatschaier und Balkaren sind Turkvölker westlich der Osseten, die in der sowjetischen Zeit als Nationalitäten aus sechs Stämmen gebildet wurden, aber dieselbe Schriftsprache (Karatschai-Balkarisch) erhielten. Zur Frage wie die Sprache in die Region kam, gibt es zwei Hypothesen: die ältere sieht sie als Ergebnis der Einwanderung von Kiptschaken im 12./13. Jahrhundert. In einem Krieg gegen das Kiptschakenreich Anfang des 12. Jahrhunderts verlor Alanien Gebiete an die Kiptschaken, in der Zeit finden sich auch die ersten drei Gräber von Steppennomaden in Nischni Archys, der archäologisch feststellbare Zustrom nahm mit den Mongolenzügen im 13. Jahrhundert stark zu. Dafür spräche neben den archäologischen Hinweisen auch die Tatsache, dass die dem Karatschai-Balkarischen am nächsten stehende Sprache Kumykisch ist, und von den Kumyken ist die Herkunft durch Flucht vor den Mongolen auch in Quellen erwähnt. Eine jüngere Hypothese verweist darauf, dass im 6./7. Jahrhundert versprengte turksprachige Bolgaren und Sabiren in westliche Teile Alaniens einwanderten. Dafür spräche, dass der swanische Name für die Osseten sawair wohl auf die Sabiren zurückgeht und der Name der Balkaren, in russischen Quellen des 17. Jahrhunderts noch bolchary oder bolgary genannt, wohl auf die Bolgaren zurückgeht – wobei dafür auch im 12. Jahrhundert eine Gruppe von Bolgaren aus der Region um Stawropol in Frage kommt. Vielleicht waren die älteren Bolgaren schon verschwunden, als die Kiptschaken ankamen. Ob im 6./7. oder 12./13. Jahrhundert eingewandert, die turksprachigen Gruppen waren wohl bis ins 14. Jahrhundert Teil der alanischen Stämmeunion, assimilierten sprachlich die Vorbewohner und setzten im Westen ihre Turksprache durch, bevor sie vor den Kriegszügen Timurs und der folgenden Expansion der tscherkessischen Kabardiner ins Hochgebirge auswichen. Karatschai-balkarische nationale Verbände versuchen nun in den letzten Jahrzehnten, eine einheitliche karatschai-balkarische Nation zu propagieren, wobei diese nur teilweise in den Bevölkerungen angenommen wurde. Daraufhin propagierten sie, das wahre Ethnonym der Karatschaier und Balkaren sei alan, was sie selbst verwendeten und einige Nachbarvölker (Mingrelier, Nogaier). Die Alanen seien in Wahrheit turksprachig gewesen. Kusnezow weist beide Argumente zurück: die Fremdbezeichnungen seien eine Umkehrung, man dürfe aus dem swanischen Namen auch nicht schlussfolgern, dass die Sabiren iranischsprachig waren, oder aus dem Namen der Franzosen, dass die frühen Franken romanischsprachig waren, aus dem Namen der Bulgaren, dass die Bolgaren slawisch waren usw. Die Anrede alan! ist karatschai-balkarisch kein Ethnonym, sondern bedeutet „Freund!“, „Kamerad!“, „Herr!“, auch „Hey!“. Gegen die behauptete Turksprachigkeit aller Alanen sprechen allein schon die Befunde oben. Weitergehende Behauptungen, sie hätten schon seit der Bronzezeit im Kaukasus gelebt, haben keine wissenschaftliche Grundlage. Sie sind aber im ideologischen Milieu des Panturkismus auch über die Region hinaus verbreitet.